# Clelea cyanescens
Clelea cyanescens es una especie de polilla de la familia Zygaenidae.
Fue descrita científicamente por Alberti en 1954.